# كأس الغارفي 1999
كأس الغارفي 1999 هو الموسم 6 من كأس الغارفي. أقيم خلال الفترة 14 مارس 1999 وحتى 20 مارس 1999، وكان عدد الأندية المشاركة فيه 8، وفاز فيه منتخب الصين الوطني لكرة القدم للنساء.